# Ayapel
Ayapel è un comune della Colombia facente parte del dipartimento di Córdoba.
Il centro abitato venne fondato da Alonso de Heredia nel 1535.